# František Langer
František Langer (Prága, 1888. március 3. – Prága, 1965. augusztus 2.) cseh drámaíró, novellista. a "legionáriusok" közé tartozik.

## Élete
Prágában született. A Károly Egyetemen tanult orvostudományt, 1914-ben vizsgázott belőle. Ekkor behívták katonának, az orosz fronton harcolt, elfogták, Szibériába vitték, majd Japánon keresztül jutott haza. 1920-ban banktisztviselő lett, egyszersmind a cseh PEN Clubot szervezte. 1938-ig a Vinohrady Színházban dolgozott. A német megszállás elől Franciaországba menekült, majd Angliába. Az emigrációban Hitler-ellenes műveket írt. 1945-ben hazatért, a Nemzet Művészének választották.

## Művei
Az első világháború kitörésekor írja első darabját, a Noc-ot (Éjszaka, 1914, kiadták 1922-ben), majd a Svaty Václav (Szent Vencel) címűt. Jaroslav Hašekkel is összebarátkozott, együtt is dolgoztak egy darabon.
A Milióny (Milliók, 1915) az első realista darabja. Miután kilépett a hadseregből, népszerű komédiákat írt a prágai polgárság életéről: Velbloud uchem jehly (A tevének a tű fokán átjutni, 1923), Obráceny Ferdise Pistory (Ferdis Pistor megtérése, 1923). A főalak a lumpenproletár, aki a törvénnyel kerül összeütközésbe. Langer proletárjai életerősek, ravaszak, intelligensek – a touch of Osztap Bender. Ekkor még klasszikus komédiákat írt. A konfliktus a burzsoázia és a lump között robban ki.
Langer hírnevét azok a darabjai adják, amik személyes élményein alapulnak: Periférie (A lecsúszottak, 1925) c. drámájában a bűnözés problémáit akarja megoldani. A lecsúszott Franci véletlenül megöl valakit; büntetésre vágyik, de csak úgy éri el, hogy megöli a barátnőjét. A Langer-darabok fő motívuma az igazságkeresés. Későbbi darabjai: Andelé mezi námi (Angyalok köztünk, 1931), Dvaasemdesátka (A hetvenkettedik, 1937), Honor Shakespearovy (Dicsőség Shakespeare-nek, 1948). Utolsó színművét, Bronzová rapsodie-t (Bronz rapszódia, 1962) sose mutatták be. Utolsó műve a Filatelistické povídky (Filatelista történetek, 1965) magyarul is megjelent Haidarabadi légiposta címmel az Európa kiadónál 1976-ban.
Langer bábjátékokat, regényeket is írt. Mind a mai napig népszerű Csehországban.

## Magyarul
- A tőr és a gyerek; ford. Palotai Erzsi; Ifjúsági, Bp., 1950
- A fehér kulcs testvérisége. Kis történetek fiúkról és fiúknak; ford. Tóth Tibor; Szlovákiai Szépirodalmi, Bratislava, 1959
- Haidarabadi légiposta. Filatelista történetek; ford. Rácz Olivér; Európa, Bp., 1976